# Made in Germany 1995–2011
Made in Germany 1995–2011 – kompilacja niemieckiego zespołu Rammstein wydana 2 grudnia 2011 w Europie i 5 grudnia na innych kontynentach. Zawiera piętnaście wydanych przedtem utworów, jak również nowy singel "Mein Land". Wszystkie starsze utwory zostały zremasterowane na potrzeby ponownego wydania. Kompilacja jest dostępna w trzech wydaniach: edycja standardowa (1×CD), edycja specjalna (2×CD) oraz edycja super deluxe (2×CD + 3×DVD). Ponadto album jest dostępny w sześciu różnych wersjach okładki. Każda z nich przedstawia odcisk twarzy jednego z muzyków.

## Lista utworów
Sporządzono na podstawie materiału źródłowego.
| CD1 1. „Engel” (z albumu Sehnsucht) – 4:23 2. „Links 2-3-4” (z albumu Mutter) – 3:40 3. „Keine Lust” (z albumu Reise, Reise) – 3:42 4. „Mein Teil” (z albumu Reise, Reise) – 4:38 5. „Du hast” (z albumu Sehnsucht) – 3:54 6. „Du riechst so gut” (z albumu Herzeleid) – 4:32 7. „Ich will” (z albumu Mutter) – 3:37 8. „Mein Herz Brennt” (z albumu Mutter) – 4:40 9. „Mutter” (z albumu Mutter) – 4:28 10. „Pussy” (z albumu Liebe ist für alle da) – 3:58 11. „Rosenrot” (z albumu Rosenrot) – 3:52 12. „Haifisch” (z albumu Liebe ist für alle da) – 3:42 13. „Amerika” (z albumu Reise, Reise) – 3:47 14. „Sonne” (z albumu Mutter) – 4:05 15. „Ohne dich” (z albumu Reise, Reise) – 4:30 16. „Mein Land” – 3:53 |  | CD2 1. „Du Riechst So Gut '98" (remiks Faith No More) – 1:58 2. „Du Hast” (remiks Jacoba Hellnera) – 6:42 3. „Stripped” (remiks Johana Edlunda) – 4:22 4. „Sonne” (remiks Clawfinger) – 4:09 5. „Links 2-3-4" (remiks WestBama) – 3:40 6. „Mutter” (remiks Sono) – 7:21 7. „Feuer frei!” (remiks Junkie XL) – 4:10 8. „Mein Teil” (remiks Pet Shop Boys) – 4:04 9. „Amerika” (remiks Olsena Involtini) – 3:15 10. „Ohne Dich” (remiks Laibach) – 3:58 11. „Keine Lust” (remiks Black Strobe) – 7:07 12. „Benzin” (remiks Meshuggah) – 5:05 13. „Rosenrot” (remiks Northern Lite) – 4:46 14. „Pussy” (remiks Scooter) – 4:53 15. „Rammlied” (remiks Devina Townsenda) – 5:06 16. „Ich tu dir weh” (remiks Fukkk Offf) – 6:08 17. „Haifisch” (remiks Hurts) – 3:45 |

## Twórcy
- Till Lindemann – wokal prowadzący
- Richard Kruspe – gitara, wokal wspierający
- Paul Landers – gitara rytmiczna, wokal wspierający
- Oliver Riedel – gitara basowa
- Christoph Schneider – perkusja, instrumenty perkusyjne
- Christian Lorenz – instrumenty klawiszowe, sample

## Listy przebojów
| Lista przebojów (2011)  | Pozycja | Certyfikat      |
| ----------------------- | ------- | --------------- |
| Media Control Charts    | 1       | –               |
| Ö3 Austria Top 40       | 2       | –               |
| Ultratop 50             | 6       | –               |
| MegaCharts              | 18      | –               |
| Suomen virallinen lista | 12      | –               |
| Mahasz                  | 36      | –               |
| Sverigetopplistan       | 18      | –               |
| Schweizer Hitparade     | 5       | –               |
| OLiS                    | 8       | platynowa płyta |